# Kadrina
Kadrina är en by och även huvudort i Kadrina kommun i Lääne-Virumaa, Estland.
Namnet kommer från helgonet Heliga Katarina, som kyrkan och klostret i orten är vigda till. Tidigare namn på byn är Tõrvestevere och tyska namnet Tristfer.

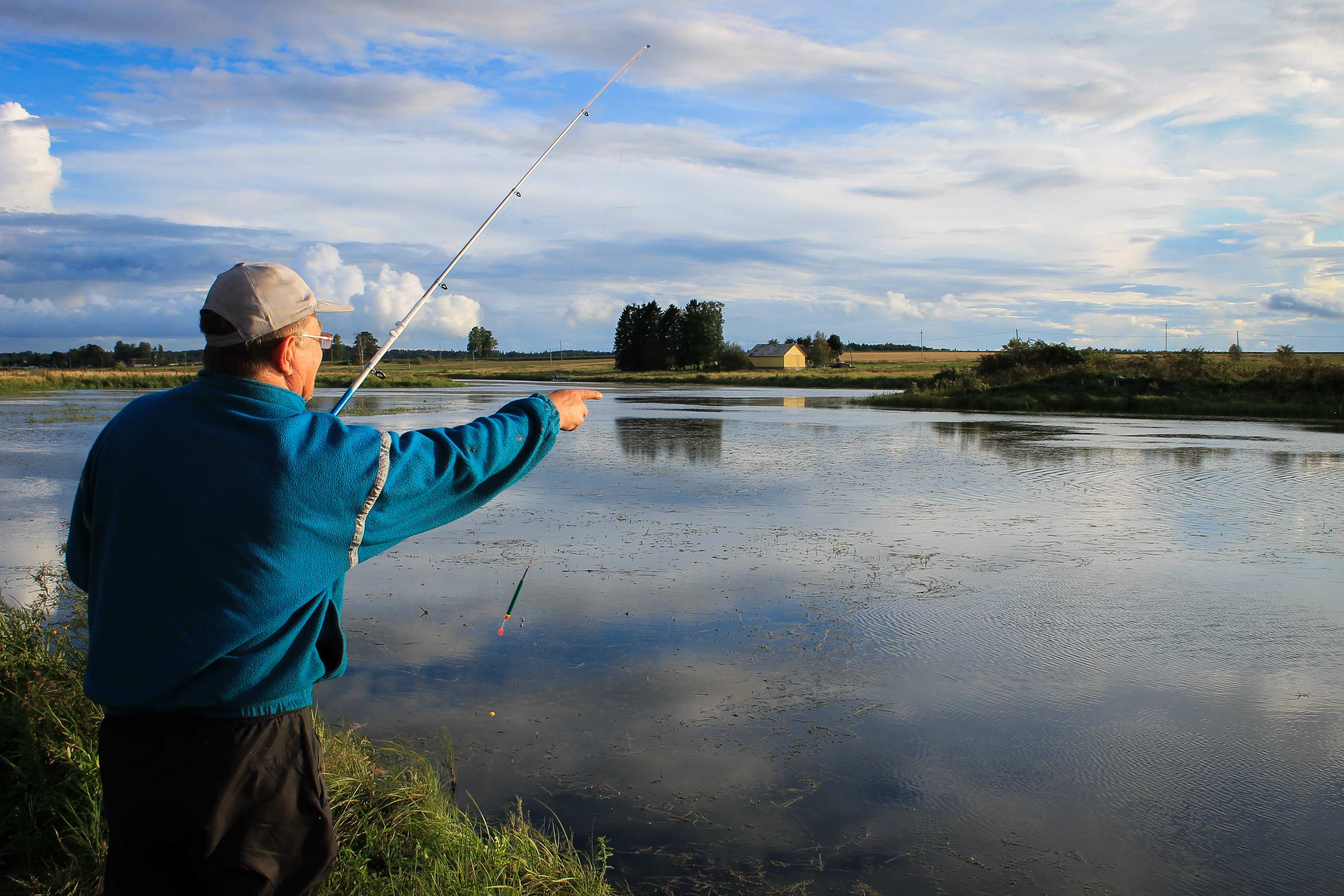
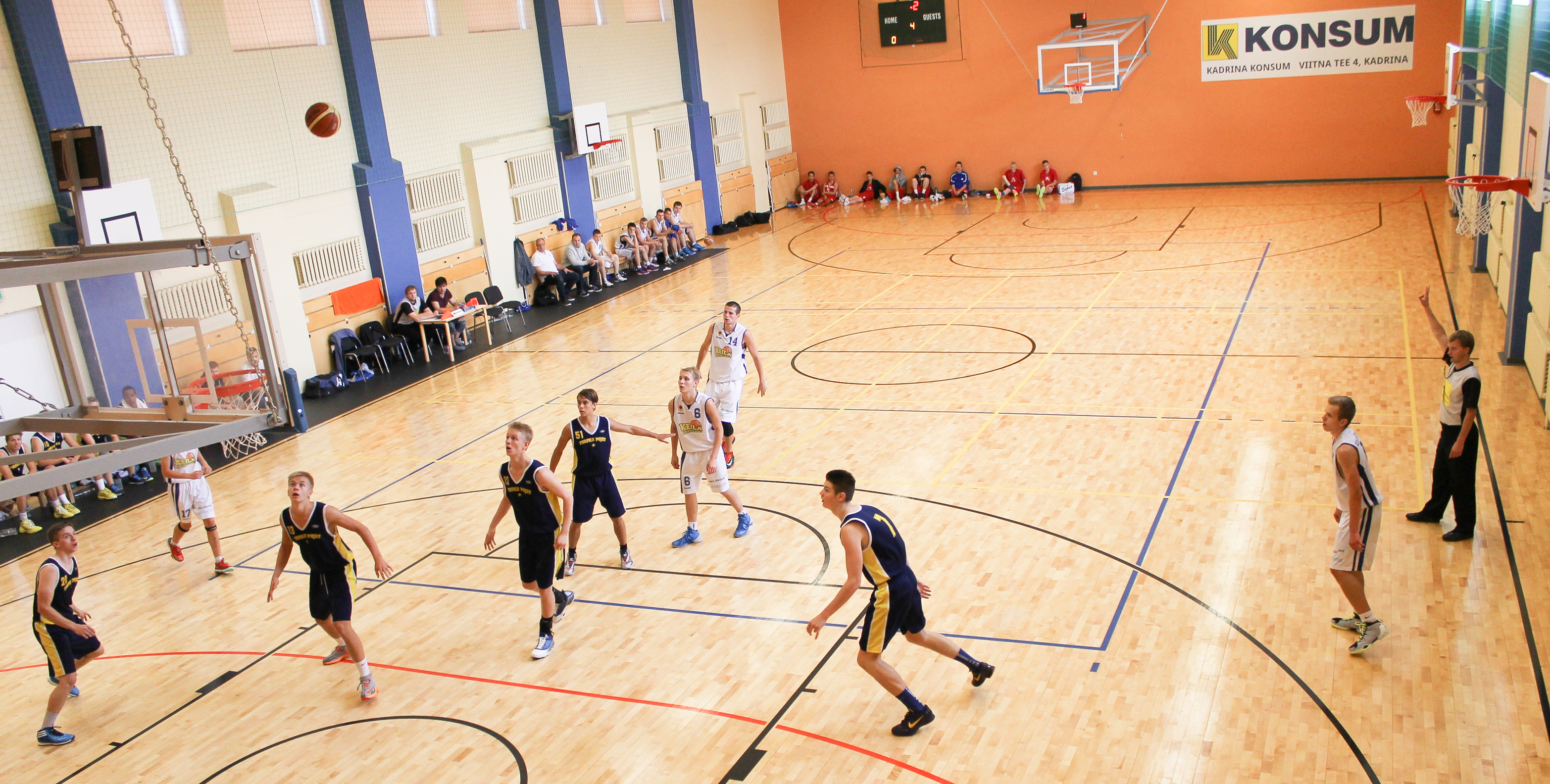
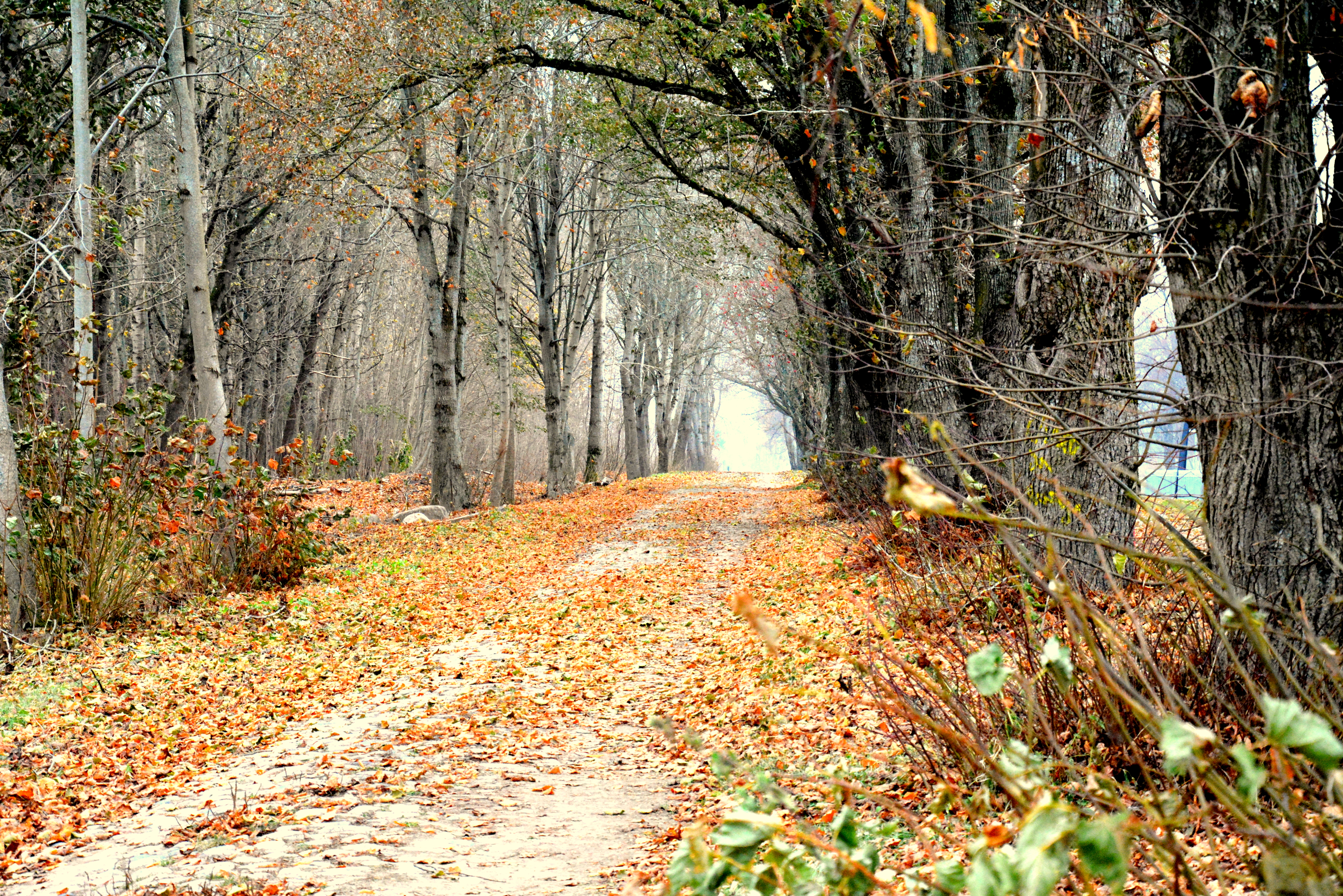
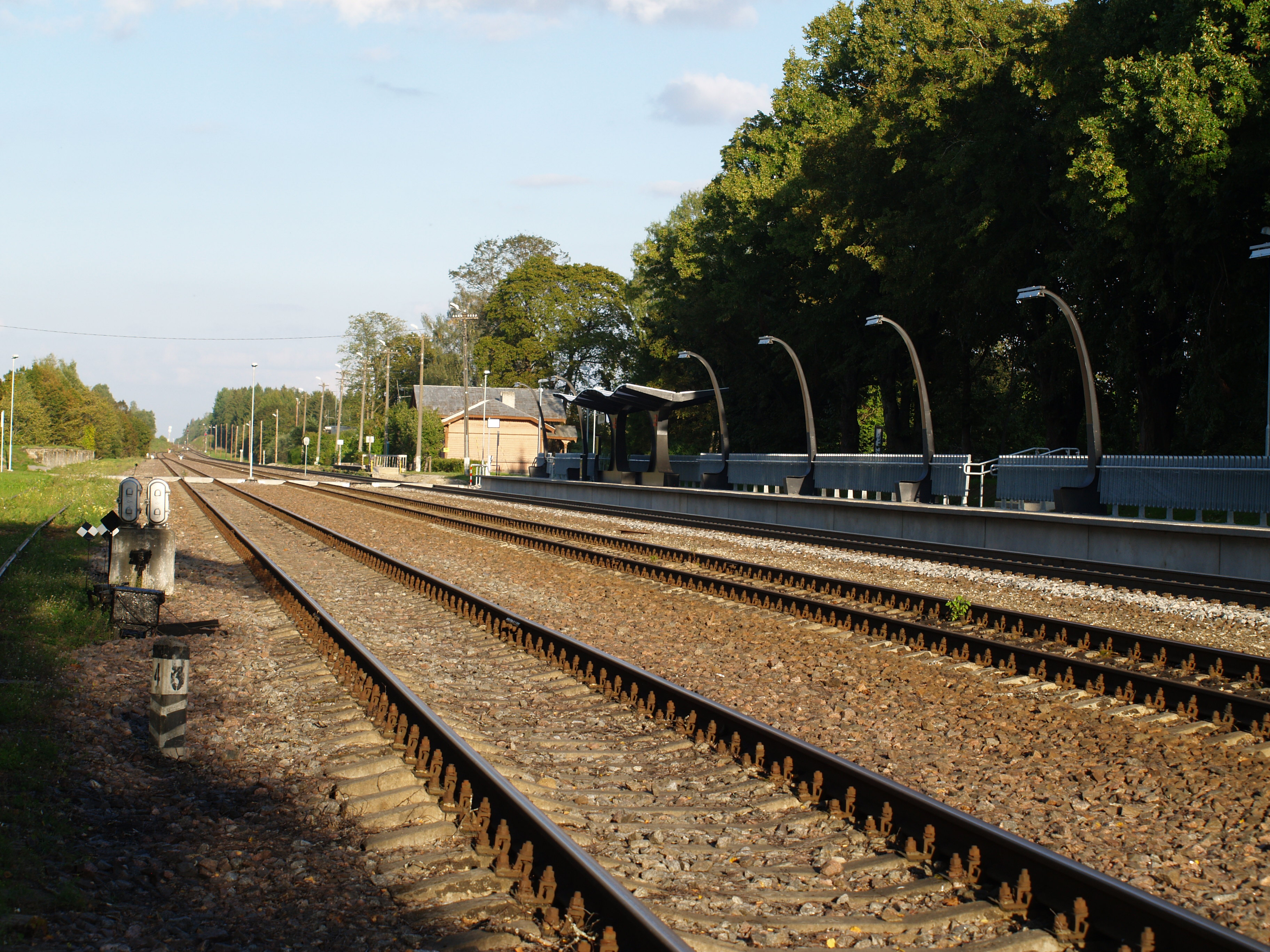